# Albiorix (astronomia)
Albiorix è il ventiseiesimo satellite naturale di Saturno (in ordine di scoperta). Fu individuato nel 2000 da un gruppo di astrofisici dell'Università di Harvard guidato da Matthew Holman. Prima di ricevere un nome ufficiale dall'Unione Astronomica Internazionale, Albiorix era noto con la designazione provvisoria S/2000 S 11; è anche conosciuto come Saturno XXVI. Il nome Albiorix è uno pseudonimo di Toutatis, una divinità celtica.
Il diametro di Albiorix è pari a circa 26 km; il satellite orbita attorno a Saturno mantenendo una distanza media pari a circa 16 402 000 km, con un periodo orbitale di 784,226 giorni, in direzione retrograda. L'eccentricità dell'orbita è pari a 0,4791.